# Parco nazionale delle Tablas de Daimiel
Il parco nazionale delle Tablas de Daimiel (in spagnolo: Parque nacional de las Tablas de Daimiel) è un parco nazionale situato in Castiglia-La Mancia, in Spagna.